# Peter Sinfield
Peter John Sinfield, angleški pesnik in glasbenik, * 27. december 1943, Fulham, Anglija, Združeno kraljestvo, † 14. november 2024.
Peter Sinfield je najbolj znan po pesnenju za zgodnje zasedbe skupine King Crimson. Napisal je besedila za pesmi na albumih In the Court of the Crimson King, In the Wake of Poseidon, Lizard in Islands, ki jih je tudi produciral.
Ko je na prošnjo Roberta Frippa zapustil King Crimson, je ostal aktiven na področju progresivnega rocka. Produciral je prvi album skupine Roxy Music Roxy Music, leta 1973 pa je posnel prvi solo album, Still, ki je bil nato z nekaterimi novimi skladbami ponovno izdan na CD-ju. Pozneje je pisal besedila za skupino Emerson, Lake and Palmer, saj je bil Greg Lake bivši član King Crimson, pa tudi za druge skupine, ki so igrale prog rock, npr. PFM in bivšega pevca/pianista skupine Procol Harum Garyja Brookera.
Kasneje se je spustil tudi v pop, tako je napisal besedila za npr. »The Land of Make Believe« (Bucks Fizz) in »Think Twice« (Celine Dion). Pisal je tudi za kolega iz King Crimson, Davida Crossa.
Eno njegovih najbolj znanih besedil je »ateistična« božična pesem »I Believe in Father Christmas« Grega Lakea, prvič izdana kot singl leta 1975 in na albumu ELP Works Vol.2, leta 1977. Na njegove pesmi so močno vplivali Shakespeare, Shelley, Blake in Rilke.